# Stazione di Camaro
La stazione di Camaro era una fermata ferroviaria posta lungo la linea Palermo-Messina che fino al 2001 serviva Camaro, quartiere di Messina.

## Storia
La fermata entrò in servizio alcuni anni dopo l'attivazione della linea, continuò il suo esercizio fino alla sua chiusura avvenuta il 29 novembre 2001 a seguito della variante in galleria tra Villafranca Tirrena e Messina Centrale.
La fermata raggiungeva la massima altitudine, sul valico dei Monti Peloritani, a circa 133 m s.l.m.

## Strutture e impianti
La fermata disponeva di un fabbricato viaggiatori a un piano e di tre binari passanti e quattro binari tronchi.